# حياة كلب (فلم 1918)
حياة كلب (بالإنجليزية: A Dog's Life) هو فيلم كوميدي أمريكي صامت من عام 1918 بطولة تشارلي تشابلن تم إنتاجه في استوديو فيرست ناشيونال فيلم.

## القصة
تشارلي عاطل عن العمل ولديه فرص قليلة للعمل. يحاول سرقة الطعام من عربة الغداء ويكاد يقبض عليه ضابط شرطة، لكنه يتجنب الاعتقال من خلال القيام ببعض الحركات المتهورة ذهابًا وإيابًا. لاحقًا، ينقذ تشارلي كلبًا ضالًا (سكرابس) من كلاب أخرى. يصبح تشارلي وسكرابس أصدقاء وشركاء في سرقة الطعام. يدخل تشارلي ملهى ليلي حيث لا يُسمح للكلاب. يخفي تشارلي سكرابس في سرواله الفضفاض، لكن ذيل سكرابس يخرج من الخلف. يلتقي تشارلي بفتاة تعمل في الملهى الليلي. تشعر بخيبة أمل من الحياة، لذلك يحاول تشارلي تحسين حالتها. يتم طرد تشارلي من الملهى الليلي لعدم وجود أموال ويعود إلى مكان نومه المعتاد في الهواء الطلق. بالصدفة، دفن اللصوص محفظة مسروقة في مكان قريب. يحفر سكرابس ويخرج المحفظة. يعود تشارلي إلى المقهى ويُظهر للفتاة أنه لديه ما يكفي من المال لزواجهما. يكتشف اللصوص أن تشارلي لديه المحفظة ويستردونها منه بعنف. يقاتل تشارلي بشراسة لاستعادتها. ويؤدي هذا إلى مطاردة محمومة تنتهي باعتقال اللصوص. يستخدم تشارلي المال لشراء مزرعة له ولعروسه. وينتهي الفيلم بمشهد للعروسين ينظران بحنان إلى مهد.

## طاقم التمثيل
- تشارلي تشابلن - المتشرد
- إدنا بيرفيانس - مغنية البار
- موت - الكلب
- سيد تشابلن - مالك عربة الطعام
- هنري بيرغمان - رجل عاطل عن العمل / سيدة الرقص
- تشارلز ريسنر - موظف وكالة توظيف
- ألبرت أوستن - موظف وكالة توظيف / اللص
- بود جاميسون - لص
- توم ويلسون - شرطي
- م. جي. مكارثي - رجل عاطل عن العمل
- ميل براون - رجل عاطل عن العمل
- تشارلز فورس - رجل عاطل عن العمل
- بيرت أبلينغ - رجل عاطل عن العمل
- توماس رايلي - رجل عاطل عن العمل
- سليم كول - رجل عاطل عن العمل
- تيد إدواردز - رجل عاطل عن العمل
- لويس فيتزروي - رجل عاطل عن العمل

## لقطات

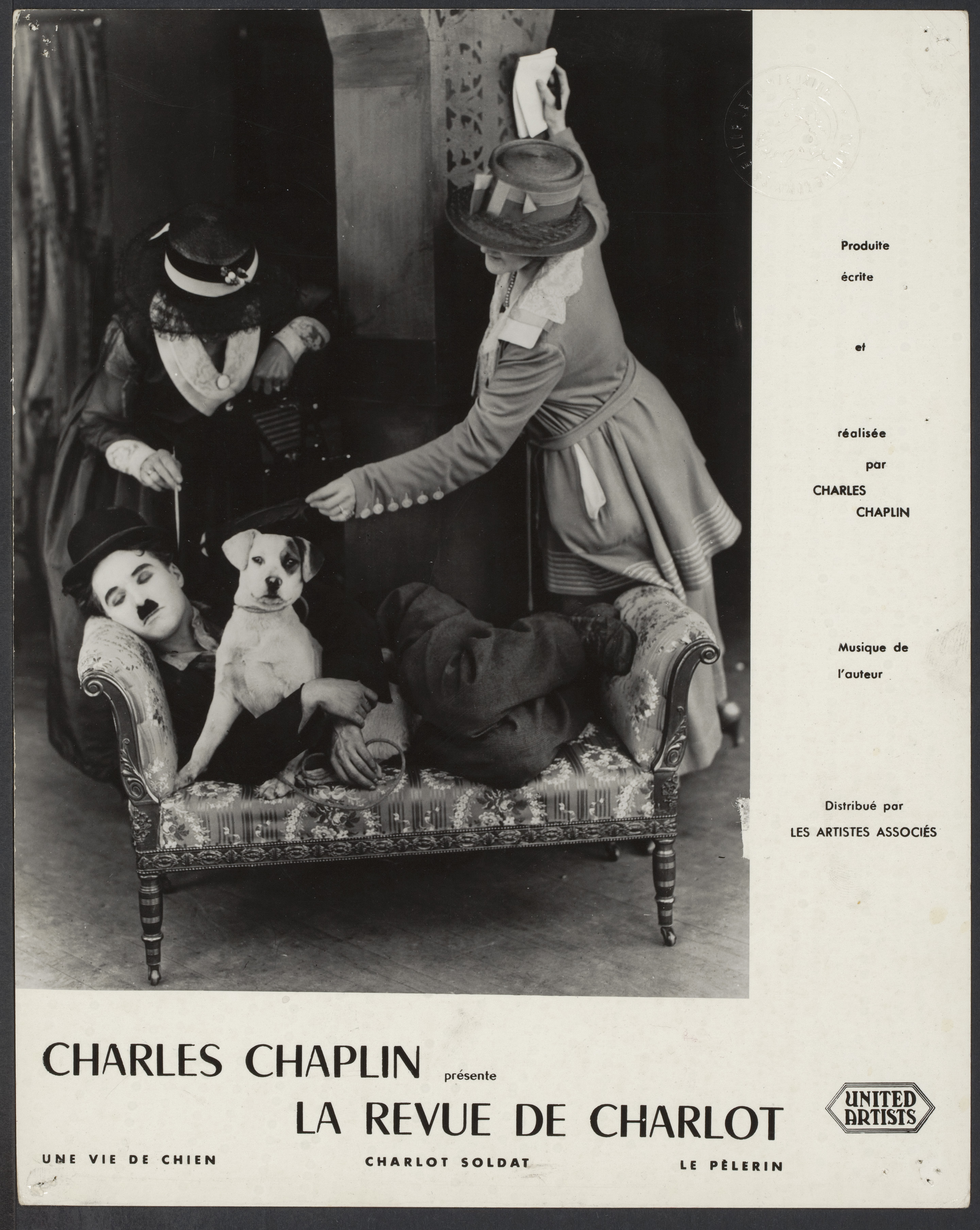
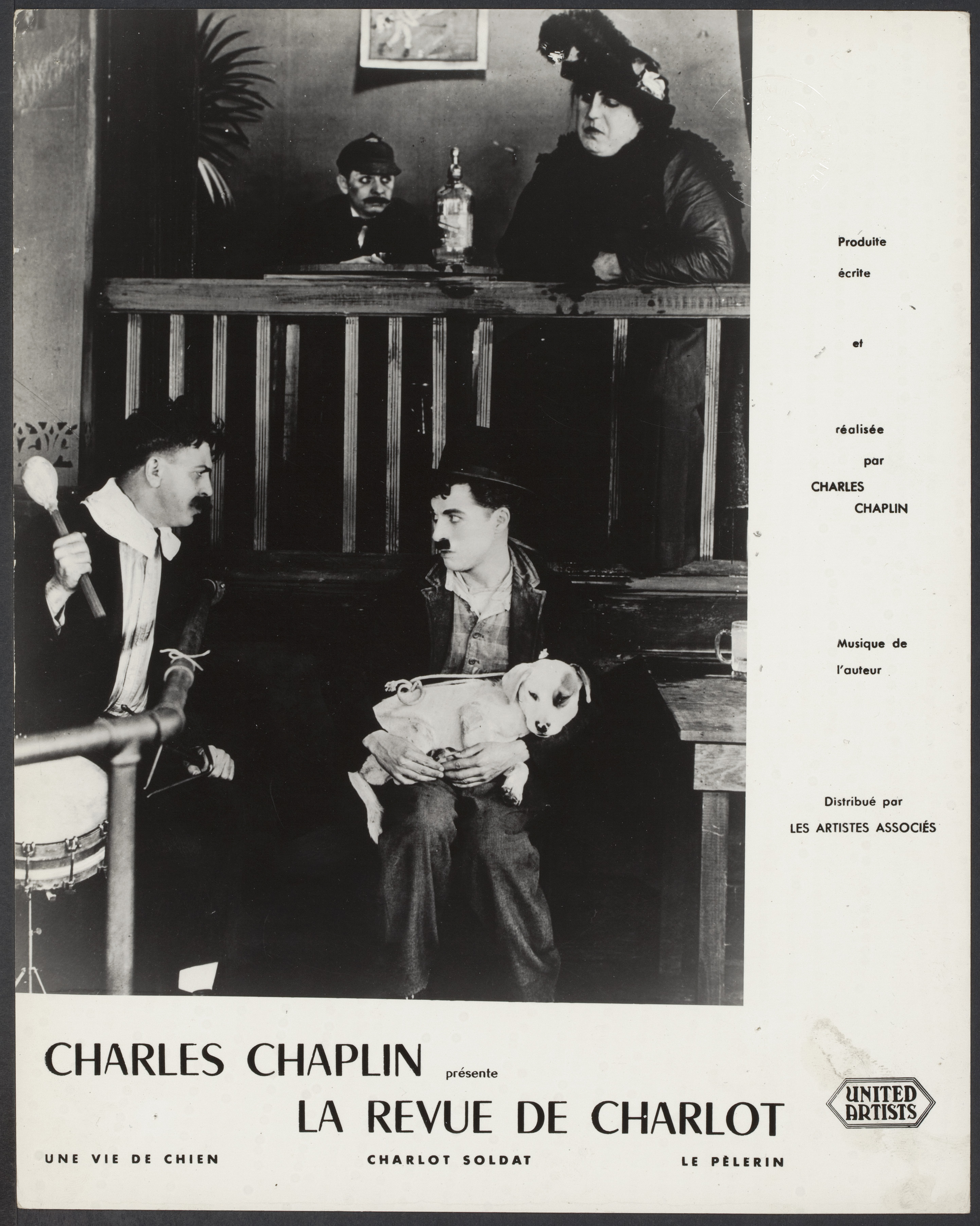
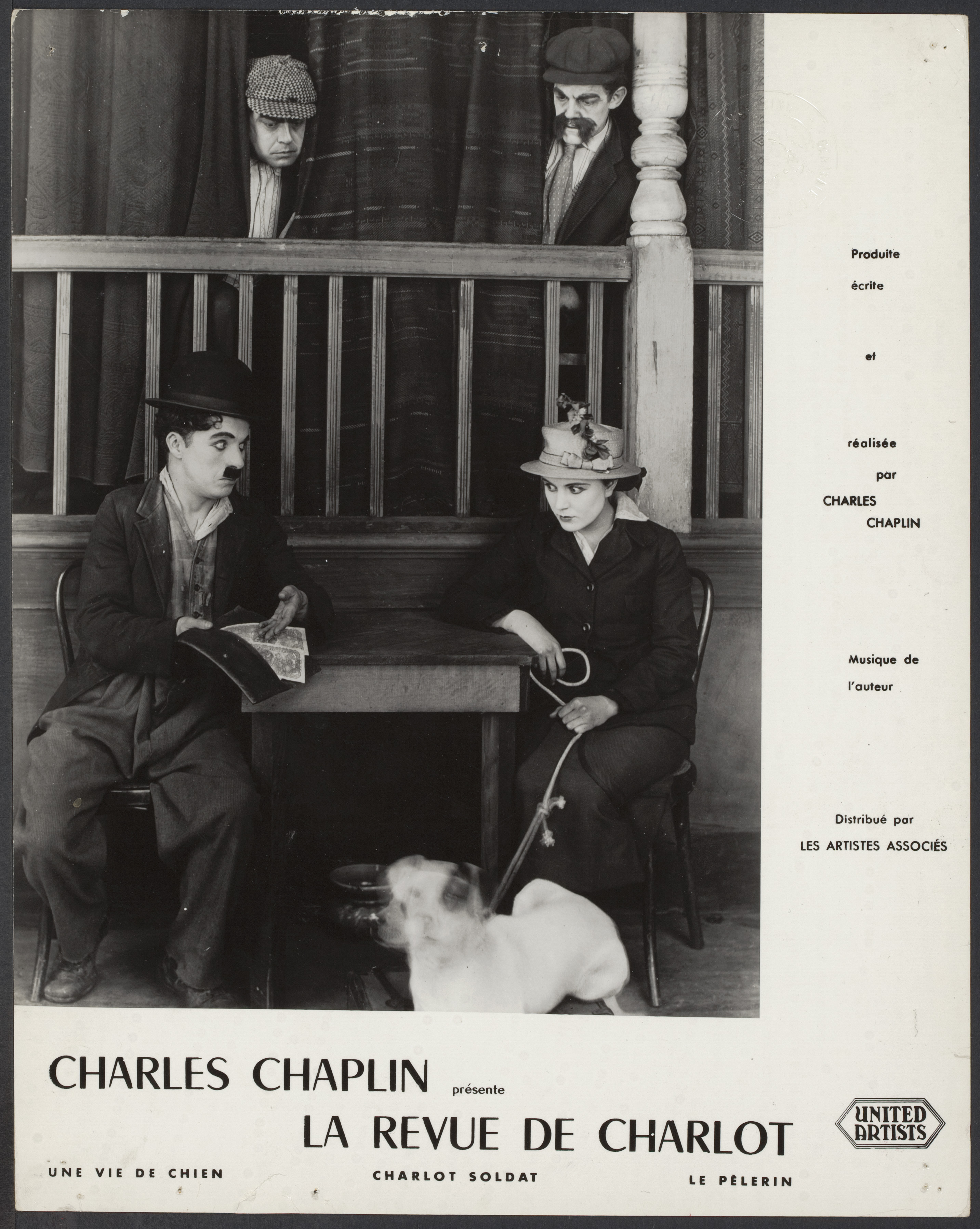
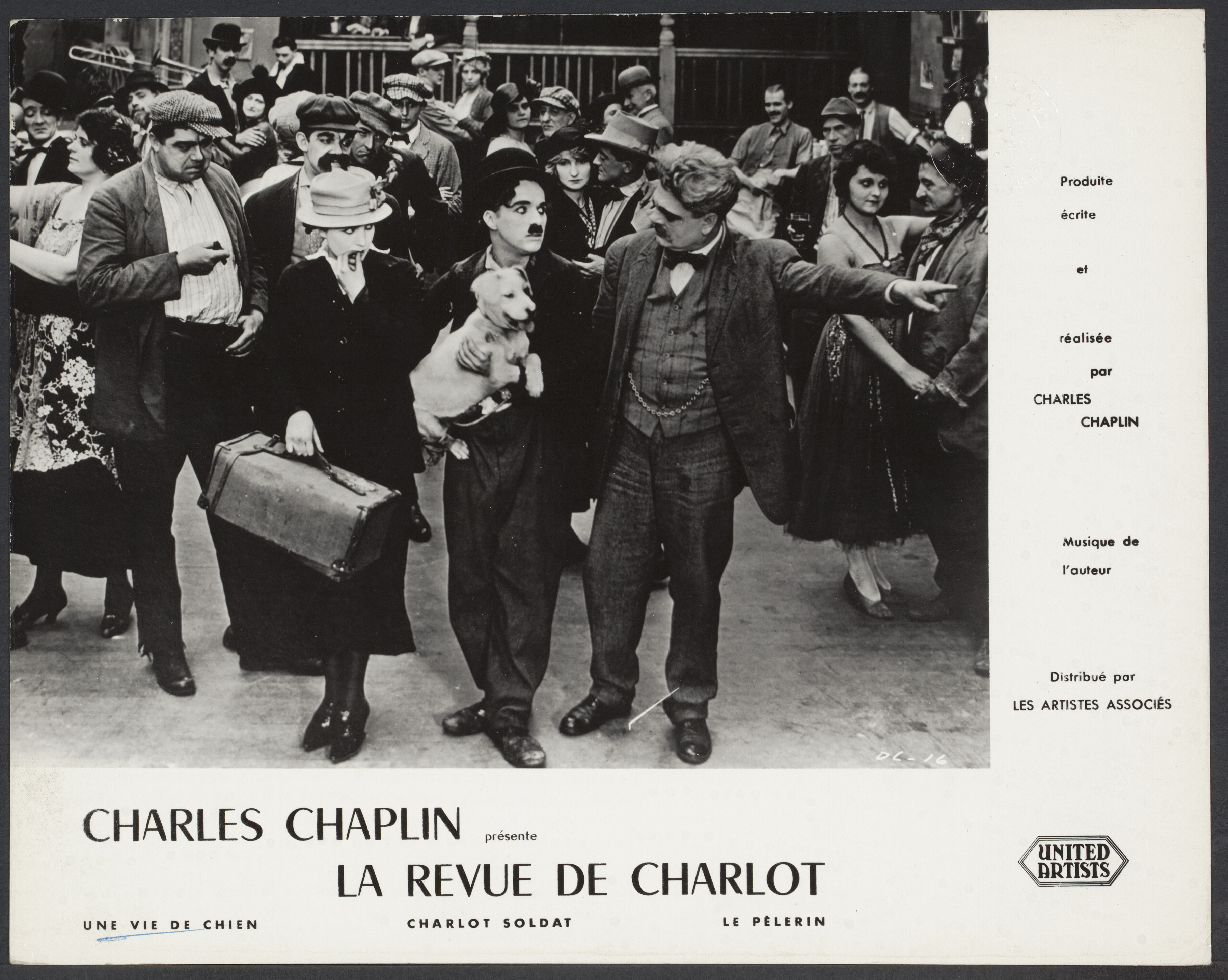
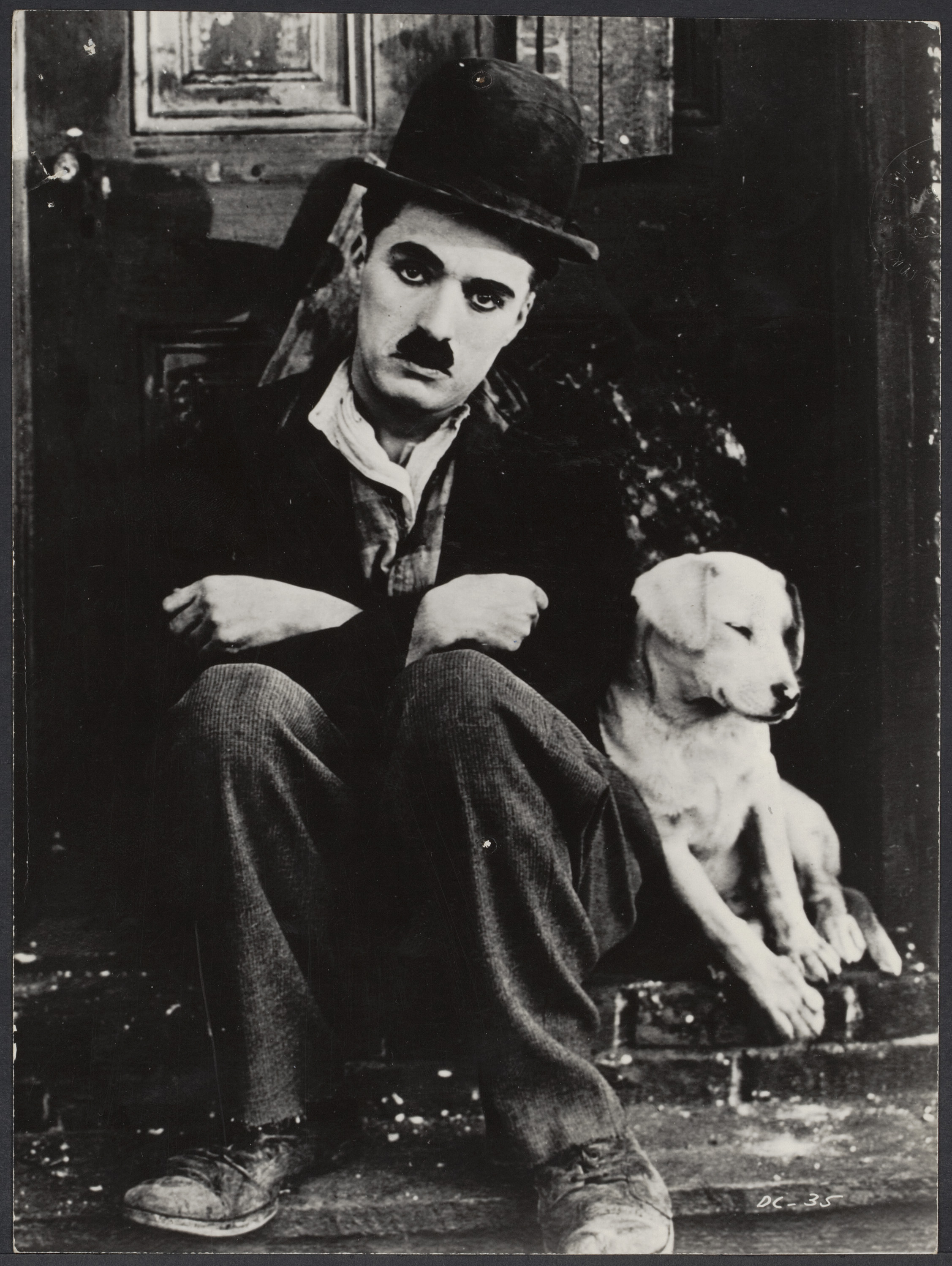
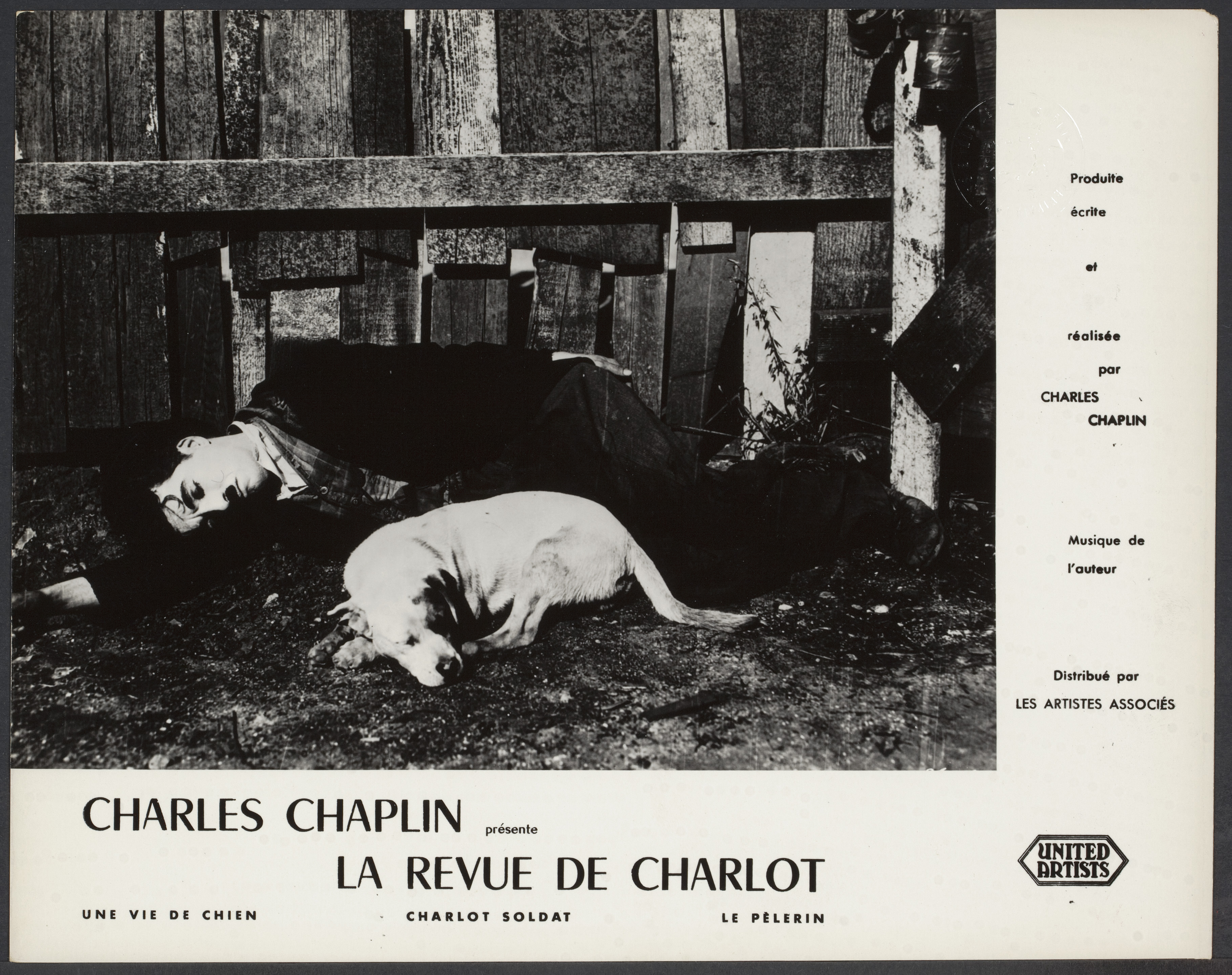
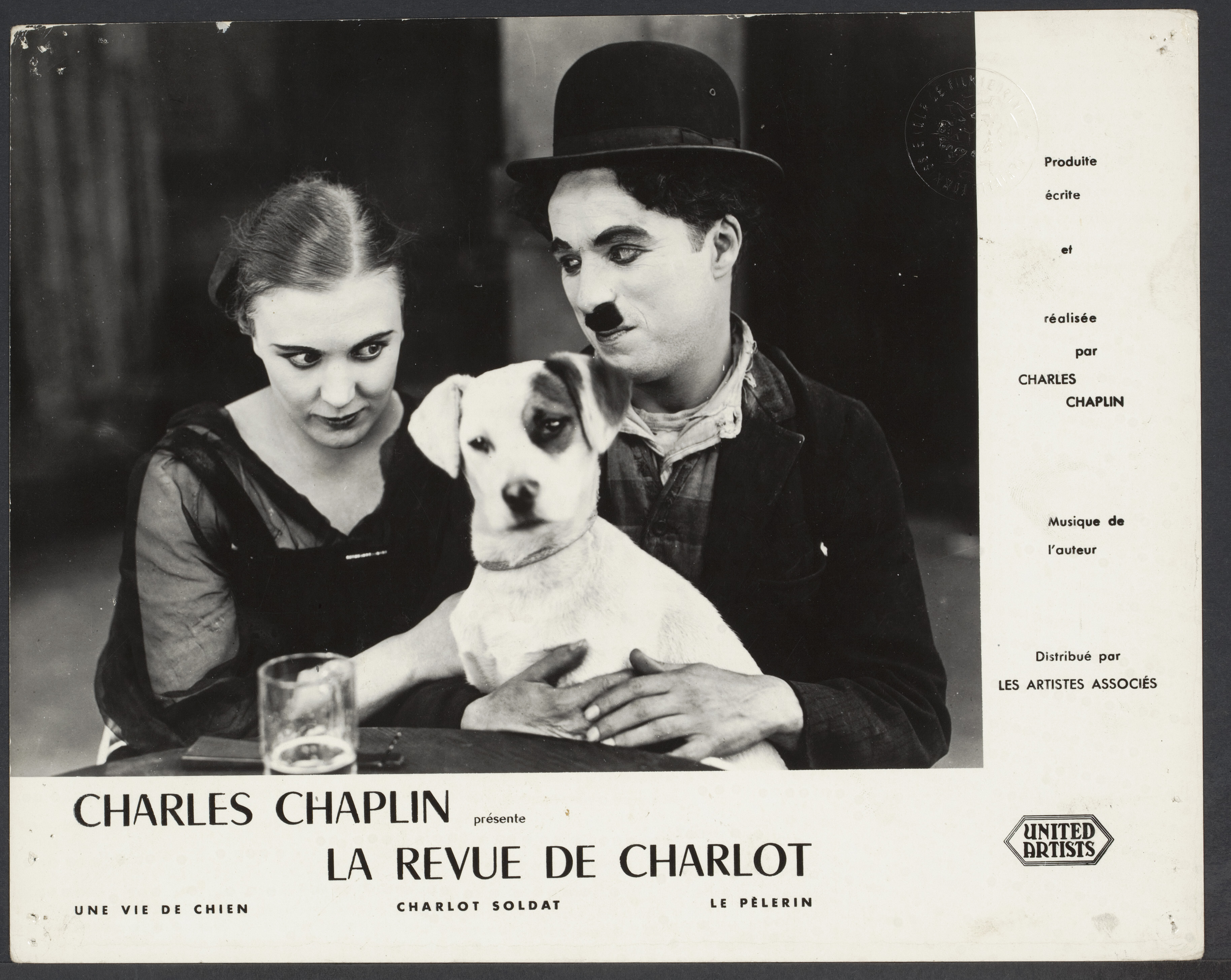
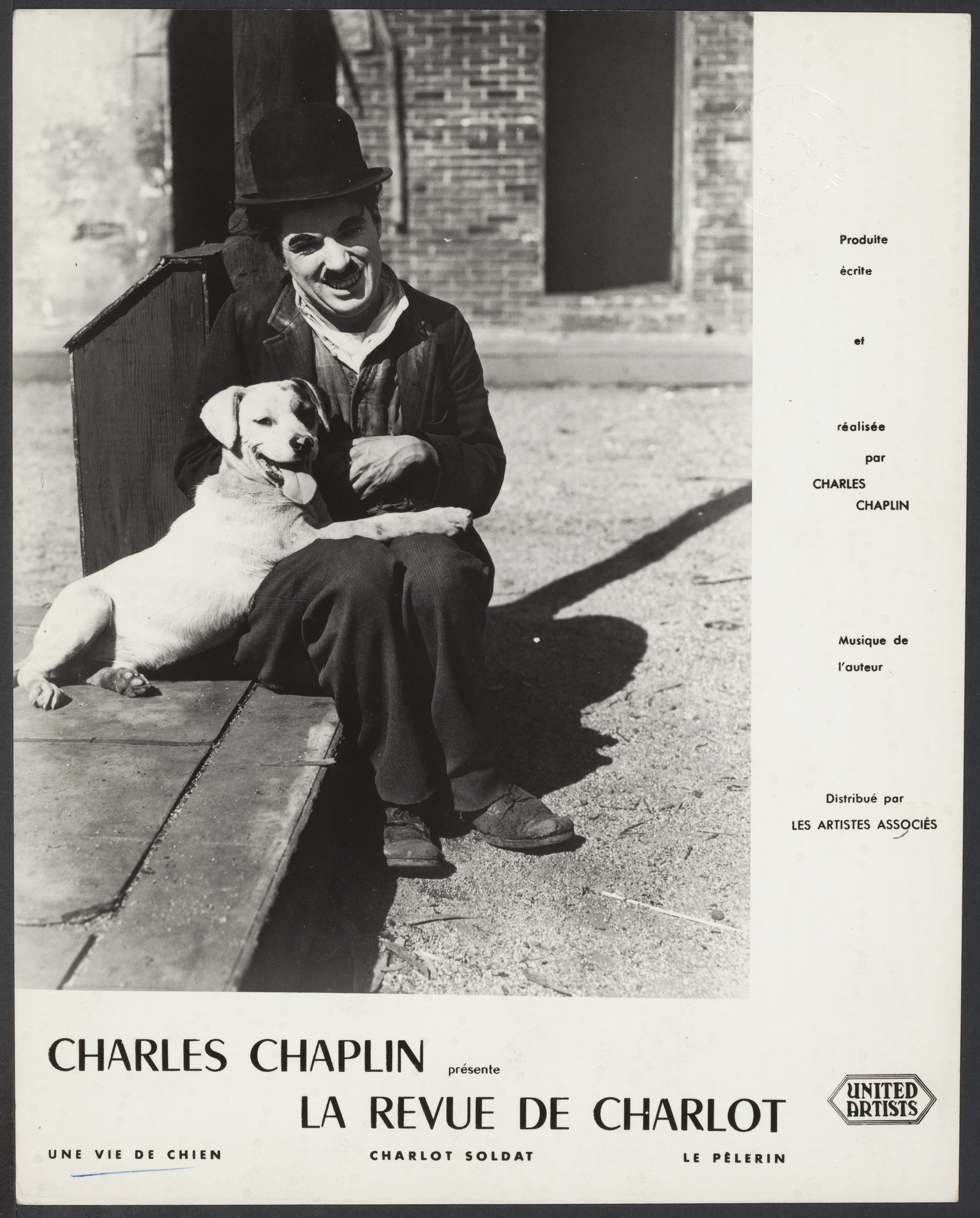

## روابط خارجية
- مقالات تستعمل روابط فنية بلا صلة مع ويكي بيانات
- حياة كلب على موقع أول موفي.
- حياة كلب متوفر للتحميل المجاني على أرشيف الإنترنت